# Nacho Suárez
Ignacio Suárez Sureda , más conocido como Nacho Suárez (nacido el 20 de noviembre de 1964 en León, Castilla y León) es un exjugador de baloncesto español. Con 1.88 metros de estatura, jugaba en la posición de base. Es hermano del exjugador de baloncesto, empresario y presidente del Real Valladolid Carlos Suárez Sureda.

## Clubes
- Cantera FC Barcelona
- 1983-1984 Bàsquet Manresa
- 1984-1985 Club Bàsquet L'Hospitalet
- 1985-1986   Procesator Mataró
- 1986-1988 Club Deportivo Oximesa
- 1988-1991 Club Ourense Baloncesto
- 1991-1993 Club Baloncesto Murcia
- 1993-1994 Peñas Huesca

## Datos de interés
- 1990-91 ACB. Caixa Ourense. Líder en recuperaciones. 104 recuperaciones.
- Es el hermano del presidente de Real Valladolid Carlos Suárez.
- Es el único jugador ACB en haber conseguido dos triple doble. El primer triple doble lo logró el 10 de noviembre de 1990 en el partido Caixa Ourense-Juver Murcia: 10 puntos, 10 rebotes y 11 asistencias. Y un mes más tarde, en el partido Pamesa-Caixa Ourense, repitió la hazaña, en esta ocasión con 15 puntos, 10 rebotes y 11 asistencias. Además de él han conseguido esta gesta Mike Smith, George Singleton, Dejan Tomašević, Fran Vázquez y Luka Dončić, aunque estos, a diferencia de Suárez, en una ocasión.[1][2]